# ميشيل هاجر
ميشيل هاجر (بالإنجليزية: Michelle Hager)‏ هي لاعب هوكي الحقل أسترالية، ولدت في 3 أكتوبر 1966.

## وصلات خارجية
- ميشيل هاجر على موقع أوليمبيديا (الإنجليزية)
- ميشيل هاجر على موقع اللجنة الأولمبية الأسترالية (الإنجليزية)